# Michael Katz (Filmproduzent)

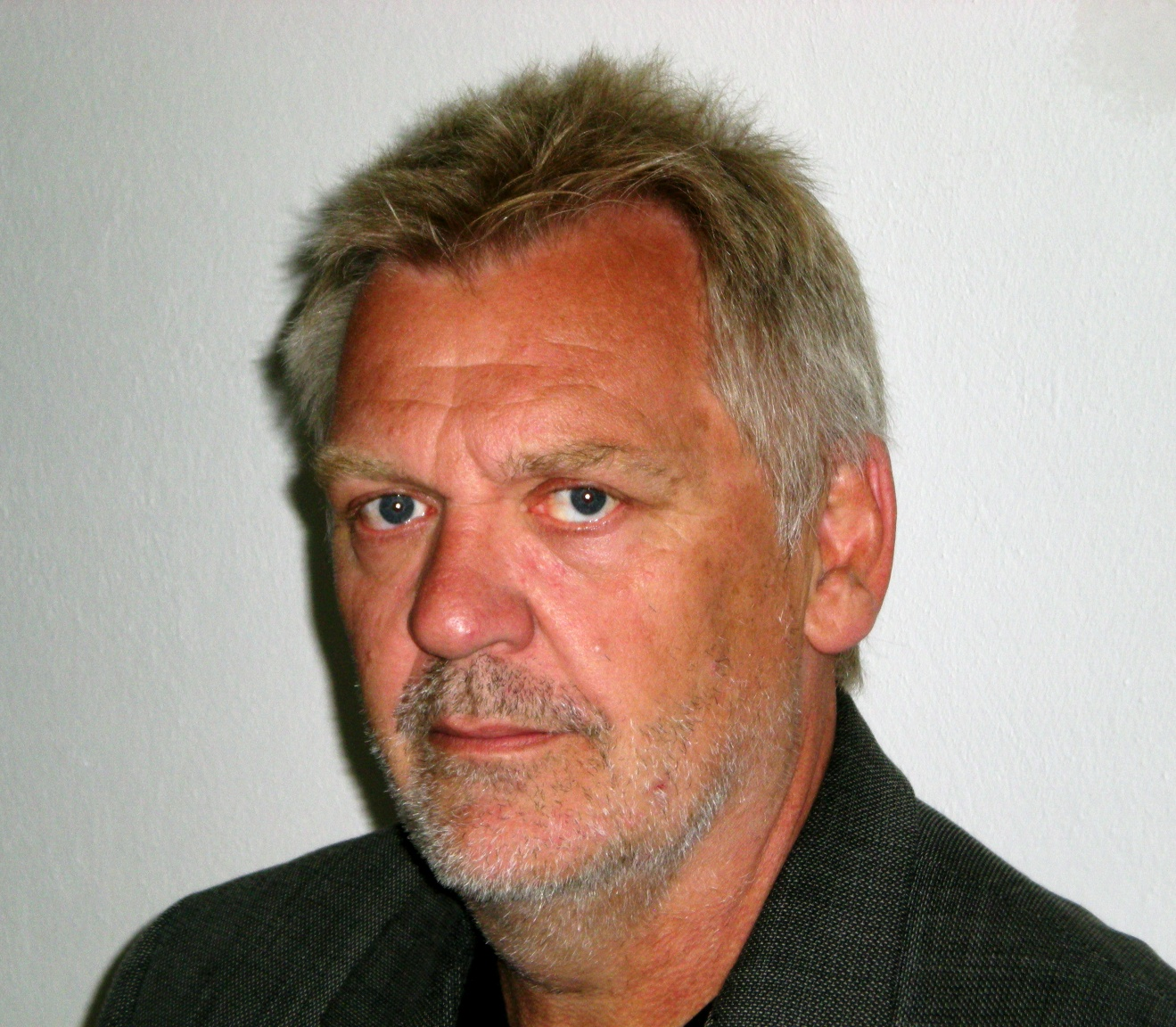
Michael Katz

Michael Katz (* 1954 in Villach, Kärnten) ist ein österreichischer Filmproduzent und Filmproduktionsleiter, der bei den meisten Filmen von Michael Haneke mitgearbeitet hat.

## Leben
Nach seinem abgeschlossenen Studium der Volkswirtschaft an der Universität Wien, arbeitet Katz seit 1985 für Wega Film, von denen er seit 2008 auch Miteigentümer ist. Sein genaues Tätigkeitsumfeld in dieser Filmproduktionsgesellschaft umfasst die Bereiche Stoffentwicklung, Finanzierung, Hauptdreh und Postproduktion für Kinospielfilme und Fernsehfilme. Von 2012 bis 2014 hat Michael Katz als Lektor an der Fachhochschule des BFI Wien für Film-, TV- und Medienproduktion unterrichtet. Von 2011 bis 2017 war er Mitglied der Projektkommission des Österreichischen Filminstitutes.
Sein  größter Erfolg war der Film Liebe, für welchen er 2013 für den Oscar für den besten Film nominiert wurde.
Katz lebt in Niederösterreich.

## Filmografie (Auswahl)
Als Produzent:
- 1988: Sternberg – Shooting Star
- 1992: Benny’s Video (geschäftsführender Produzent)
- 1993: Der Fall Lucona (geschäftsführender Produzent)
- 1998: Die 3 Posträuber (geschäftsführender Produzent)
- 2001: Die Klavierspielerin (geschäftsführender Produzent)
- 2003: Wolfzeit (geschäftsführender Produzent)
- 2004: Welcome Home (geschäftsführender Produzent)
- 2005: Mein Mörder (Fernsehfilm) (geschäftsführender Produzent)
- 2005: Caché (geschäftsführender Produzent)
- 2006: König Otto  (Line producer)
- 2008: Ein Augenblick Freiheit (geschäftsführender Produzent)
- 2009: Das weiße Band – Eine deutsche Kindergeschichte (Produzent und geschäftsführender Produzent)
- 2010: Local Heroes (Produzent und geschäftsführender Produzent)
- 2011: Kuma (Produzent und geschäftsführender Produzent)
- 2011: Als der Weihnachtsmann vom Himmel fiel (Koproduzent)
- 2012: Liebe (Amour) (Produzent)
- 2013: Die geliebten Schwestern (Produzent)
- 2013: Risse im Beton (Produzent)
- 2015: Hangover in High Heels (Produzent)
- 2016: Liebe möglicherweise (Produzent)
- 2017: Wilde Maus (Produzent)
- 2017: Happy End (Produzent)
- 2019: Waren einmal Revoluzzer (Koproduzent)
- 2020: Ein bisschen bleiben wir noch (Produzent)
- 2021: Die Schule der magischen Tiere (Koproduzent)
- 2023: Wald (Produzent)
- 2024: Andrea lässt sich scheiden (Produzent)

Als Produktionsleiter:
- 1989: Der siebente Kontinent
- 1990: Ach Boris
- 1990: Die Spitzen der Gesellschaft
- 1990: Weiningers Nacht
- 1991: Ilona und Kurti
- 1992: Dead Flowers
- 1994: Das Auge des Taifun
- 1994: Amok
- 1995: Exit II – Verklärte Nacht
- 1995: Es war doch Liebe?
- 1995: Schwarze Tage
- 1997: Das Schloß
- 2001: Die Klavierspielerin
- 2001: Nichts wie weg
- 2004: Biography

## Auszeichnungen
- 2010: Romy: Auszeichnung in der Kategorie Bester Produzent für Das weiße Band – Eine deutsche Kindergeschichte
- 2012: Europäischer Filmpreis: Auszeichnung in der Kategorie Bester Film für Liebe
- 2013: Oscar: Nominierung in der Kategorie Bester Film für Liebe
- 2013: Romy: Auszeichnung in der Kategorie Bester Produzent für Kuma